# Pio Vito Pinto
Pio Vito Pinto (ur. 29 marca 1941 w Noci) – włoski duchowny katolicki,
dziekan Roty Rzymskiej od 2012. 12 grudnia 2016 papież Franciszek mianował pro-dziekana Maurice Monier.

## Życiorys
Otrzymał święcenia kapłańskie w diecezji Avellino. Od 1995 był prałatem audytorem Roty Rzymskiej.
22 września 2012 został mianowany przez Benedykta XVI dziekanem Roty Rzymskiej, zastępując na tym stanowisku odchodzącego na emeryturę Antoniego Stankiewicza.